# Наталия Цекова
Наталия Цекова е българска актриса от ромски етнос.

## Биография
Наталия Цекова е родена в село Лесново, община Елин Пелин. Майка ѝ е шивачка, а баща ѝ шлосер в „Кремиковци“. Има две сестри.
През 2014 г. завършва специалност „Актьорско майсторство за драматичен театър“ в НАТФИЗ, в класа на професор Здравко Митков. Учи заедно с Лорина Камбурова, Рая Пеева, Михаил Сървански, Тодор Дърлянов и други. След това, отново в НАТФИЗ, завършва и магистратура – специалност „Публична реч“.
Цекова публично говори за ромския си произход. Прави през 2016 г. двуезичен моноспектакъл на тази тема заедно със съавтора Здрава Каменова – „Цигански колела“.
Участва в спектакли на ансамбъл „Българе“, както и играе различни роли в едноименната телевизия.
През 2021 г. с Каменова написват и участват в спектакъла „Назови ме с моето име“, изследващ темата за Възродителния процес. В същата година играе Надин в българския медицински драматичен сериал „Откраднат живот“.
На 1 март 2022 г. премиерата на моноспектакъла „Вкусът на живота“ с автори Здрава Каменова и Светльо Томов, режисьор Здрава Каменова.
На 23 март 2023 г. е премиерата на „Пораймос – в три истории“ с автор Мария Касимова-Моасе и режисьор Наталия Цекова. Главните роли се играят от Цекова, Благица Стоименова и Ангелина Славова. „Пораймос“ е ромската дума за ромския Холокост. Пиесата разказва чрез монолози историите на три жени, които са спасявали човешки животи по време на Втората световна война. Според Цекова, пиесата е базирана на действителни личности и събития.

## Източниц
1. ↑  www.168chasa.bg
2. ↑  theatre.art.bg
3. ↑  www.btv.bg
4. ↑  bnr.bg
5. ↑  ndk.bg
6. ↑  Рада Стойкова. "Пораймос" – три истории за човещина в нечовешко време //  БНР.